# Igor Piedan
Igor Piedan, ros. Игорь Педан (ur. 27 listopada 1977 w Omsku) – rosyjski zawodnik armwrestlingu, kulturysta i strongman.
Jeden z najlepszych rosyjskich siłaczy. Mistrz Rosji Strongman w roku 2004.

## Życiorys
Igor Piedan w wieku szesnastu lat zaczął trenować armwrestling. Następnie uprawiał kulturystykę. W wieku dwudziestu trzech lat rozpoczął treningi jako siłacz.
Był pierwszym w historii Rosjaninem, który wziął udział w indywidualnych Mistrzostwach Świata Strongman. Uczestniczył w tych zawodach czterokrotnie, w latach 2003, 2005 (IFSA), 2006 (IFSA) i 2007 (IFSA). W Mistrzostwach Świata Strongman 2003, Mistrzostwach Świata IFSA Strongman 2006 i Mistrzostwach Świata IFSA Strongman 2007 nie zakwalifikował się do finałów.
W rankingu najlepszych rosyjskich siłaczy zajął drugie miejsce (po Michaile Koklajewie) w latach 2005, 2006 i 2007.
W finałach Mistrzostw Europy IFSA Strongman 2007 doznał kontuzji i ostatecznie nie wziął udziału.
Jest zrzeszony w federacji IFSA i obecnie sklasyfikowany na 16. pozycji.
Igor Piedan pochodzi z Syberii. Mieszkał na Ukrainie w mieście Czerkasy. Obecnie mieszka w Moskwie.
Warunki fizyczne:
- wzrost: 188 cm
- waga: 140−145 kg

## Osiągnięcia strongman
- 2004
  - 1. miejsce – Mistrzostwa Rosji Strongman
  - 1. miejsce – Polska kontra Ukraina
- 2005
  - 12. miejsce – Mistrzostwa Europy IFSA Strongman 2005
  - 14. miejsce – Mistrzostwa Świata IFSA Strongman 2005
  - 3. miejsce – Mistrzostwa Rosji Strongman
- 2006
  - 2. miejsce – Mistrzostwa Rosji Strongman
  - 4. miejsce – Drużynowe Mistrzostwa Świata Strongman 2006
- 2007
  - 1. miejsce – Drużynowe Mistrzostwa Świata Strongman 2007
  - 8. miejsce – Mistrzostwa Rosji Strongman
  - 2. miejsce – Drużynowe Mistrzostwa Świata Par Strongman 2007
- 2008
  - 6. miejsce – Liga Mistrzów Strongman 2008: Sofia
  - 4. miejsce – Liga Mistrzów Strongman 2008: Wilno
  - 2. miejsce – Drużynowe Mistrzostwa Świata Strongman 2008